# Лятьян (плотина)
Лятьян — иранская плотина, расположенная на реке Джаджруд, находящейся в 25 км к северо-востоку от Тегерана, столицы страны, в южной части г. Лявасан. Эта бетонная плотина служит одним из основных источников водоснабжения Тегерана, из которой этот крупнейший иранский город получает около 30 % воды.

## Географическое положение
Плотина располагается в месте впадения реки Барг-е Джахан в Джаджруд, в ущелье между горами Джаджруд и Бандакь. К северу от неё возвышается гора Альванд. Эту плотину окружают два лесопарка под названием Лятьян и Толю-йе Дарьяче.
Водохранилище плотины находится на высоте 1600 м над уровнем моря. Добраться до неё из Тегерана можно по шоссе Ляшгяракь через перевал Кучакь, или же по автостраде Тегеран-Демавенд. Кварталы г. Лявасан, расположенные к северу от водохранилища плотины Лятьян: Сабу-Бозоргь, Сабу-Кучекь, Келакь, Наран, Тепе-йе Сеййед Пияз, Гяляндовакь, Джайедж, Наджаркала, Казиабад, Шуркаб и т. д.

## Основные характеристики плотины и цель ее создания
Река Джаджруд, на которой находится плотина, имеет площадь бассейна, равную 69 800 км², а её среднегодовой сток равен 350 млн м³. Изучение возможности строительства плотины началось в 1338 иранском году (1959/60) году, а работы по её строительству — в 1342 (1963/64) году. Плотина пущена в эксплуатацию в 1346 (1967/68) году. Основными целями её создания были обеспечение питьевой воды для Тегерана в размере 290 млн м³ с помощью 9,5-километрового туннеля, ведущего к очистному сооружению Техранпарс; обеспечение Вераминской степи водой для сельскохозяйственных нужд в размере в среднем 160 млн м³, а также — производство электроэнергии в размере 70 тыс. МВт⋅ч в среднем за год. Для удовлетворения потребности в питьевой воде быстро растущего мегаполиса Большой Тегеран начиная с 1367 (1988/89) году в среднем за год из водохранилища Лар в Лятьян перебрасывается около 160 млн м³ воды, в результате чего объём воды в нём увеличился до 410 млн м³.

## Происхождение названия
Лятьян — название одной из ушедших под воду в результате строительства плотины деревень, располагавшейся ближе всего к плотине. Жители Лятьяна после продажи своей земли государству поселились в кварталах города Лявасан.

## Фауна
В настоящее время в водохранилище встречаются только карп, кутум и жёлтая зебрасома, хотя ещё несколько лет назад в нём водилась форель.